# Iosciamina (6S)-diossigenasi
La iosciamina (6S)-diossigenasi è un enzima appartenente alla classe delle ossidoreduttasi, che catalizza la seguente reazione:
L-iosciamina + 2-ossoglutarato + O2 ⇄ (6S)-idrossiiosciamina + succinato + CO2
L'enzima richiede Fe2+ ed ascorbato.